# Loretta Napoleoni
Loretta Napoleoni (Roma, 5 luglio 1955) è una saggista e giornalista italiana.
Si è occupata dello studio dei sistemi finanziari ed economici attraverso cui il terrorismo finanzia le proprie reti organizzative. Nata e cresciuta a Roma, vive da molti anni nel Regno Unito, a Londra.

## Biografia

### Studi
Loretta Napoleoni nel 1979 si è laureata con lode in Scienze Politiche a indirizzo politico-economico presso l'Università di Roma "La Sapienza".
Dal 1980 ha lavorato per alcuni anni a un progetto di fattibilità della Banca nazionale d'Ungheria sulla convertibilità in monete europee del fiorino ungherese.

### Attività
Ha partecipato nel 2005 alla conferenza internazionale sul terrorismo promossa dal Club de Madrid.
Ha collaborato inoltre con diverse forze di sicurezza, tra cui l'Homeland Security degli Stati Uniti d'America, l'israeliano International Institute for Counter-Terrorism, la polizia catalana.

#### Consulenza e collaborazioni giornalistiche
In Italia scrive per varie testate, tra cui Vanity Fair e Wired, mentre nella Svizzera italiana collabora con il settimanale Il Caffè ed è editorialista del programma radiofonico Plusvalore. Ha anche curato una videorubrica con il Fatto Quotidiano.
Loretta Napoleoni fa parte del comitato della Fundación Ideas para el Progreso, presieduta dall'ex premier spagnolo José Luis Rodríguez Zapatero, ed è socia di Oxfam Italia, di Altroconsumo e della Coop ed Esselunga.

#### Saggistica
In Italia ha pubblicato, per il Saggiatore, i saggi Terrorismo S.p.A (2005) ed L'economista canaglia (2007), che hanno riscosso successo di critica e di vendite. Nel 2009 ha pubblicato con Chiarelettere La morsa, il primo libro scritto e pubblicato direttamente in italiano, la lingua madre, prima che in inglese. Nel saggio la Napoleoni riprende e sviluppa le tesi dei due libri precedenti, legandoli assieme. 
Per la Rizzoli ha pubblicato nel 2010 Maonomics, una critica al sistema economico occidentale partendo dal successo cinese. Il libro ha vinto il premio Singapore Critics Choice Best Nonfiction on Economics e nel 2010 il Premio dell'Associazione per il Progresso Economico. Nel 2014 è uscito, per Feltrinelli, ISIS. Lo stato del terrore. Nel 2018 ha pubblicato Kim Kong Un Il nemico necessario (Rizzoli).

#### Politica
Il 5 gennaio 2010 in una intervista al quotidiano la Repubblica ha annunciato la sua candidatura alle primarie del Partito Democratico per concorrere alla carica di Presidente della Giunta Regionale del Lazio, contro la candidata del Popolo delle libertà Renata Polverini, ma tale candidatura non si è poi formalizzata.
In seguito si è avvicinata alle posizioni del Movimento 5 Stelle di Beppe Grillo; in particolare, ha dato la propria disponibilità a svolgere le funzioni di consulente del sindaco di Parma Federico Pizzarotti, espressione di quel movimento.
Nel 2013 appoggia la lista civica di Maurizio Caserta per le elezioni comunali di Catania essendo designata assessore in caso di vittoria. Il candidato, tuttavia, riceve solo il 7,36 per cento dei voti e non viene eletto.

## Opere
- Dossier Baghdad, Roma, Newton & Compton, 1997. ISBN 88-8183-739-0.
- La nuova economia del terrorismo, Milano, Marco Tropea, 2004. ISBN 88-438-0402-2.
- Terrorismo S.p.A.,traduzione di Guido Lagomarsino,  Milano, Marco Tropea, 2005. ISBN 88-438-0577-0.
- Al Zarqawi, Milano, Marco Tropea, 2006. ISBN 88-438-0581-9.
- Economia canaglia. Il lato oscuro del nuovo ordine mondiale, Milano, il Saggiatore, 2008. ISBN 9788842814863.
- I numeri del terrore. Perché non dobbiamo avere paura, con Bee J. Ronald, Milano, il Saggiatore, 2008. ISBN 9788842815358.
- La morsa. Le vere ragioni della crisi mondiale, Milano, Chiarelettere, 2009. ISBN 9788861900790.
- Maonomics. L'amara medicina cinese contro gli scandali della nostra economia, Milano, Rizzoli, 2010. ISBN 9788817039932.
- Il Contagio. Rizzoli, 2011
- Democrazia vendesi - Dalla crisi economica alla politica delle schede bianche, Rizzoli, 2013. ISBN 9788817063616.
- ISIS. Lo stato del terrore. Chi sono e cosa vogliono le milizie islamiche che minacciano il mondo, Feltrinelli, 2014. ISBN 8807172895.
- Mercanti di uomini. Il traffico di ostaggi e migranti che finanzia il jihadismo, 2017, Rizzoli, ISBN 9788817092944
- Kim Jong-Un - Il nemico necessario, Rizzoli, 2018. ISBN 978-88-17-09966-0
- Tecnocapitalismo. L'ascesa dei nuovi oligarchi e la lotta per il bene comune, 2024, trad. Paolo Ortelli, Meltemi, ISBN 9791256152230